# ناستازيا كينسكي
ناستازيا كينسكي (بالألمانية: Nastassja Kinski) ممثلة ألمانية من أصل بولندي من مواليد 24 يناير 1961.

## مواقع خارجية
- ناستازيا كينسكي على موقع IMDb (الإنجليزية)
- ناستازيا كينسكي على موقع ميتاكريتيك (الإنجليزية)
- ناستازيا كينسكي على موقع روتن توميتوز (الإنجليزية)
- ناستازيا كينسكي على موقع مونزينجر (الألمانية)
- ناستازيا كينسكي على موقع قاعدة بيانات الأفلام العربية
- ناستازيا كينسكي على موقع ألو سيني (الفرنسية)
- ناستازيا كينسكي على موقع ميوزك برينز (الإنجليزية)
- ناستازيا كينسكي على موقع تيرنر كلاسيك موفيز (الإنجليزية)
- ناستازيا كينسكي على موقع أول موفي (الإنجليزية)
- ناستازيا كينسكي على موقع قاعدة بيانات الأفلام السويدية (السويدية)